# Software Ideas Modeler
Software Ideas Modeler je kompaktní CASE nástroj napsaný v jazyce C#. Tento nástroj podporuje všechny diagramy specifikované notací UML 2.2, standard BPMN 2.0 pro modelování podnikových procesů, ER diagram pro datové modelování a mnoho dalších diagramů. Software Ideas Modeler se vyskytuje ve dvou verzích. Professional Edition je freeware pro nekomerční použití. V případě komerčního použití je nutné zakoupit licenci. Také existuje verze Ultimate Edition, která poskytuje více funkcí.

## UML diagramy
Klíčovou oblastí funkcionality nástroje Software Ideas Modeler je podpora všech čtrnácti diagramů modelovacího jazyka UML, který se využívá především při objektově orientované analýze a návrhu.

## Ostatní diagramy
Kromě kompletní podpory jazyka UML nástroj poskytuje také velké množství dalších diagramů. Mezi nejvýznamnější patří:
- ER diagram
- BPMN 2.0
- Diagram datových toků
- Vývojový diagram
- Requirements diagram

## Obecné funkce
Software Ideas Modeler obsahuje také velké množství obecných funkcí, které mohou usnadnit práci s diagramy. Patří mezi ně:
- Generování dokumentace k vytvořeným modelům do formátů PDF, RTF, HTML, ODT nebo TXT
- Export modelů do bitmapových (JPG, BMP, PNG), vektorových (SVG) či jiných (XMI, PDF) formátů
- Import modelů z formátu XMI
- Generování kódu do jazyků Java, C#, C++, SQL DDL a dalších
- Reverzní inženýrství z jazyků Java, C# a Visual Basic .NET
- Jednoduchý systém vytváření úkolů a možnost přiřadit k těmto úkolům konkrétní osoby